# В женщине благоразумие
«В женщине благоразумие» или «Благоразумные женщины» (исп. La prudencia en la mujer) — пьеса испанского драматурга Тирсо де Молины, которую относят к циклу исторических драм. Была написана после 1630 года, опубликована в 1635 году в четвёртом томе собрания пьес Тирсо де Молины.
Действие пьесы происходит в начале XIV века. Её главная героиня — Мария де Молина, регент Кастилии при своём малолетнем сыне короле Фернандо IV. Попытки королевы сплотить общество наталкиваются на сопротивление аристократии, затевающей распри. Мария не ожесточается, сохраняя благоразумие и гуманность.